# Euphyia apicata
Euphyia apicata là một loài bướm đêm trong họ Geometridae.